# Жушту, Самуэл
Самуэ́л Лоре́йру Карва́лью Жу́сту (порт. Samuel Loureiro Carvalho Justo; род. 2 апреля 2004, Амадора, Лиссабон) — португальский футболист, полузащитник клуба «Каза Пия».

## Клубная карьера
Жусту — воспитанник клубов ААЭСКА и столичного «Спортинга». В 2022 году он дебютировал за дублирующий состав последних в Третьей лиге Португалии. Летом 2023 году Жусту на правах аренды перешёл в «Каза Пия». 17 сентября в матче против «Ароки» он дебютировал в Сангриш лиге. 

## Международная карьера
В 2023 году Жушту в составе юношеской сборной Португалии принял участие в молодёжном чемпионате Европы на Мальте. На турнире он сыграл в матчах против сборных Польши, Норвегии и дважды Италии.